# Vlădești (okręg Vaslui)
Vlădești – wieś w Rumunii, w okręgu Vaslui, w gminie Bogdănești. W 2011 roku liczyła 93 mieszkańców.